# Жуакин-Тавора
Жоакин-Тавора (порт. Joaquim Távora) — муниципалитет в Бразилии, входит в штат Парана. Составная часть мезорегиона Север Пиунейру-Паранаэнси. Входит в экономико-статистический микрорегион Венсеслау-Брас. Население составляет 9503 человека на 2006 год. Занимает площадь 289,173 км². Плотность населения — 32,9 чел./км².
Праздник города — 21 сентября.

## История
Город основан в 1929 году.

## Статистика
- Валовой внутренний продукт на 2003 год составляет 81 994 954,00 реалов (данные: Бразильский институт географии и статистики).
- Валовой внутренний продукт на душу населения на 2003 год составляет 8563,44 реалов (данные: Бразильский институт географии и статистики).
- Индекс развития человеческого потенциала на 2000 год составляет 0,755 (данные: Программа развития ООН).

## География
Климат местности: субтропический. В соответствии с классификацией Кёппена, климат относится к категории Cfa.